# Architektura barokowa w Holandii

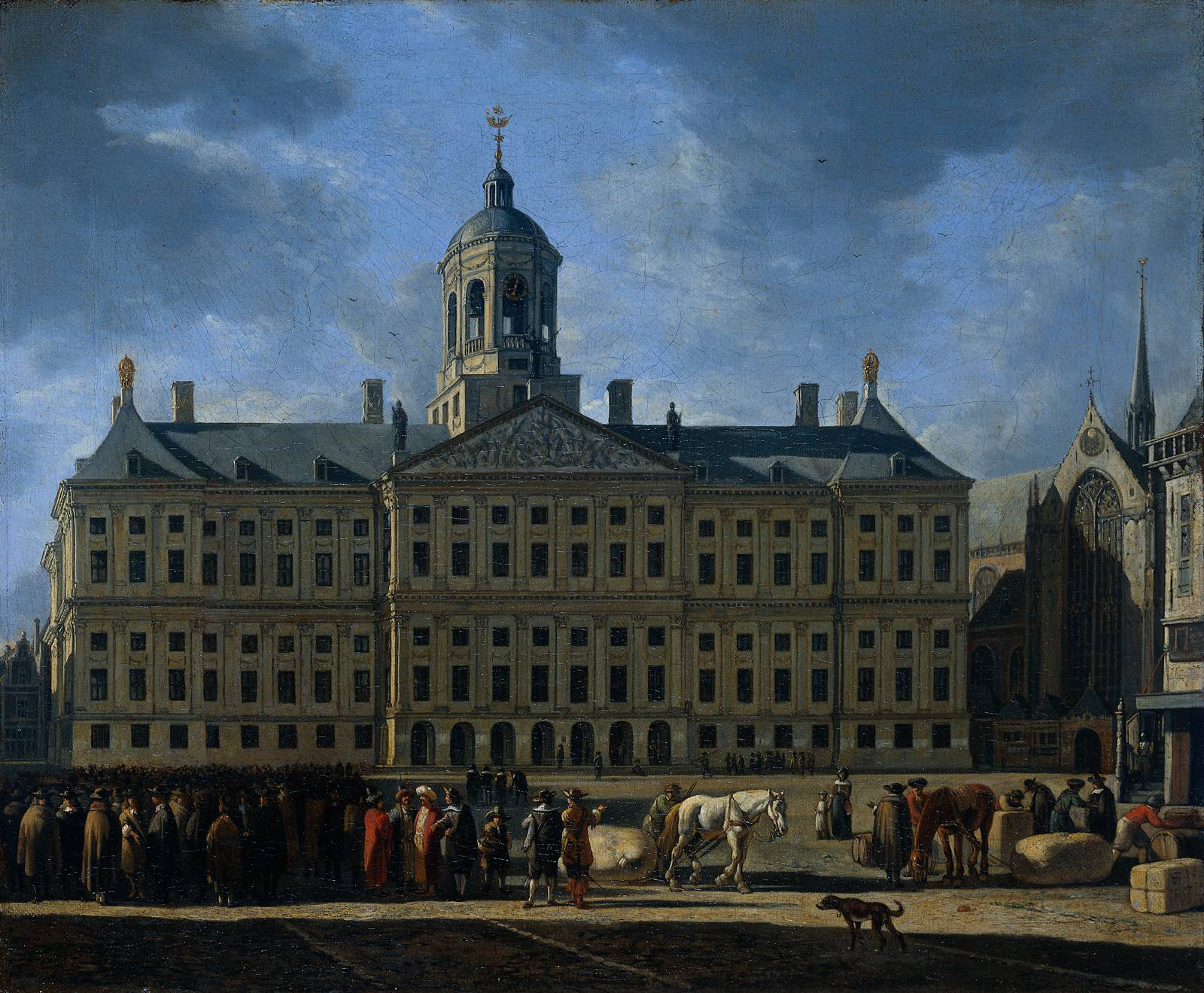
Jacob van Campen – ratusz w Amsterdamie, obraz z 1672 r.

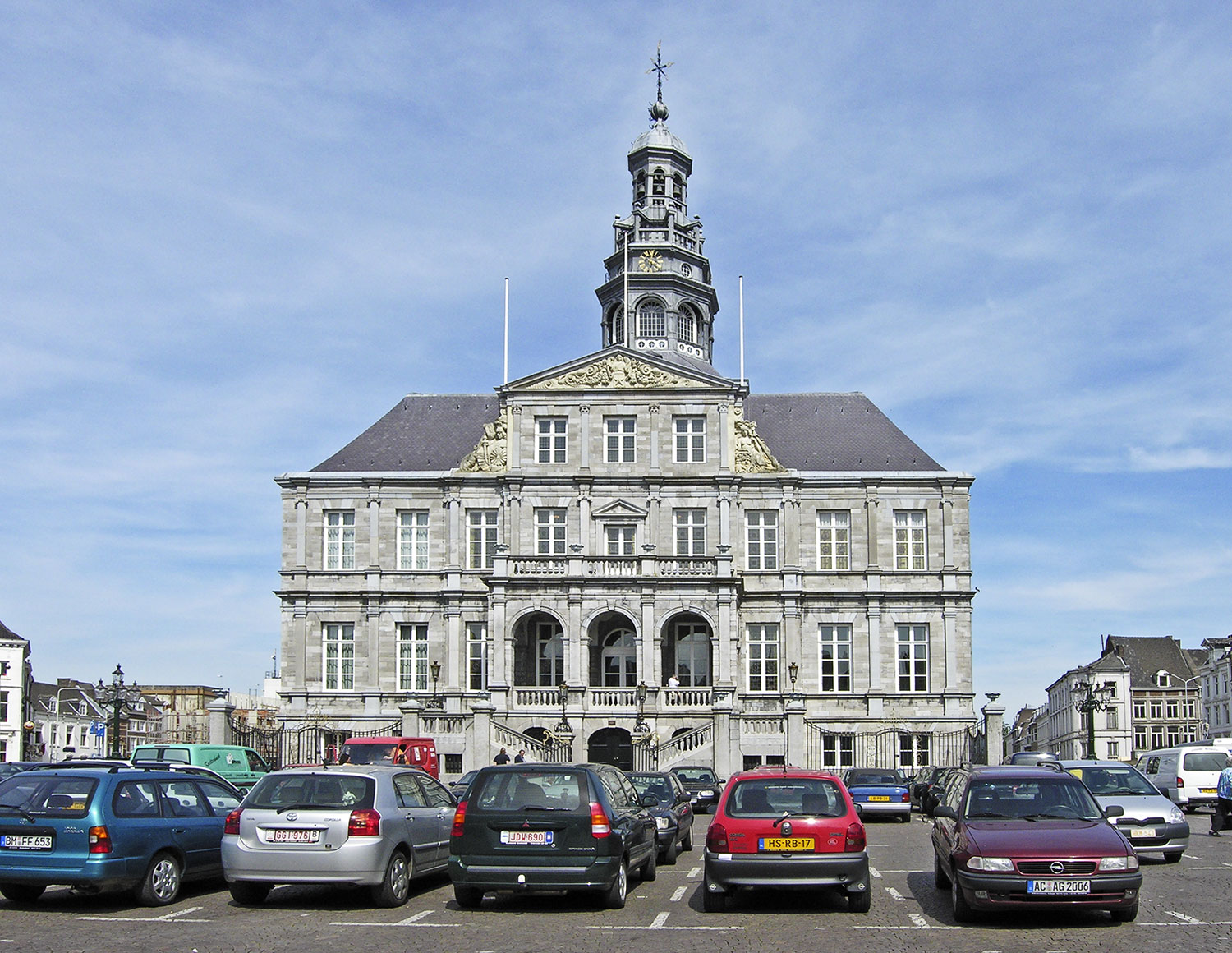
Pieter Post – ratusz w Maastricht

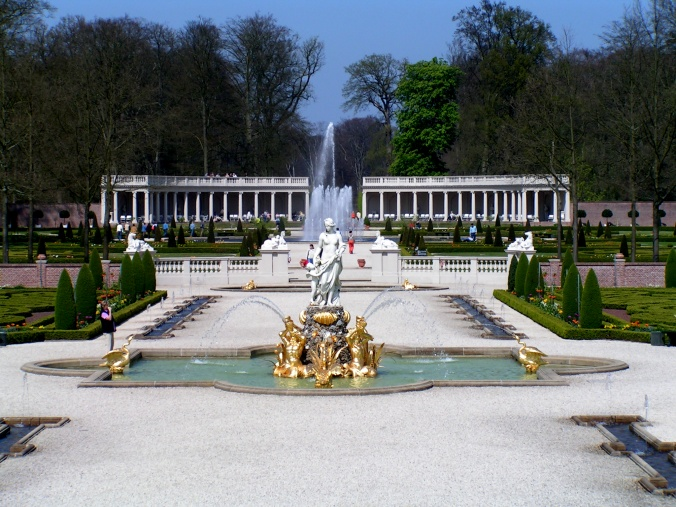
Het Loo – ogród

Po podziale Niderlandów na niepodległą, położoną na północy, Republikę Zjednoczonych Prowincji i Niderlandy Południowe zależne od dworu Habsburgów, utrwaliły się różnice w kształtowaniu się architektury na tym terenie Europy. Na jej odmienność ma także wpływ podział społeczeństwa na katolickie południe i protestancką północ. Po podziale Niderlandów na północy kształtuje się sztuka holenderska a na południu flamandzka.
Po zawarciu unii utrechckiej i detronizacji w 1581 r. hiszpańskiego króla Filipa II, jeszcze przez szereg lat trwały walki pomiędzy Republiką Zjednoczonych Prowincji a Hiszpanią. Dopiero w 1648 r. Habsburgowie hiszpański uznali niepodległość Republiki. XVII wiek to okres rozkwitu gospodarczego kraju. W państwie opartym na równości społecznej, zamieszkanym głównie przez ludność protestancką – kalwinów, nie było zapotrzebowania na architekturę sakralną o bogatym wystroju ani na okazałe pałace magnaterii. Architektura baroku w Republice Zjednoczonych Prowincji ukształtowała się pod wpływem dzieł Andrea Palladio (palladianizm) i Vignoli. Był to styl klasycyzujący, postrzegany przez twórców jako przeciwieństwo sztuki barokowej, uznawanej za styl papiestwa. Powstają obiekty o doskonałych proporcjach i bardzo skromnym wystroju rzeźbiarskim. Dopiero pod koniec XVII wieku pojawiają się wpływy francuskie, przyniesione przez hugenotów. Oprócz bogatszej dekoracji pojawia się wzorowane na ogrodach kształtowanie przestrzeni wokół budynków, z tym że w ogrodach nie ma dużych drzew i krzewów, a klomby. W architekturze ogrodowej pojawiają się także altany, groty i studzienki.
Do przedstawicieli architektów klasycyzującego baroku należą:
- Jacob van Campen – projektant ratusza w Amsterdamie (1648–1655), pięciokondygnacyjnego budynku, którego elewację podzielił gzymsami na trzy poziome pasy: cokół i dwa pola, w których pilastry poprowadził przez dwie kondygnacje. Z elewacji wysunął trzy ryzality a nad środkową częścią budynku umieścił wysoką wieżę rozwiązaną na planie ośmiokąta i zwieńczył ją hełmem z latarnią. Środkowy ryzalit wieńczy tympanon z dekoracją rzeźbiarską antwerpijczyka Artusa Quellija młodszego, przedstawiającą alegorię Amsterdamu, której hołd składa Neptun i inne mitologiczne postacie. Obecnie w budynku mieści się Pałac Królewski. Campen zaprojektował także pałac dla księcia Jana Mauritiusa – Mauritshuis (1633–1635), obecnie Muzeum Malarstwa (Haga oraz współpracował z Peterem Postem przy budowie pałacu Huis ten Bosch 1645 (Sala Orańska). Jego dziełem jest także kościół św. Anny w Haarlemie (1645–1649)
- Pieter Post – architekt i malarz współpracujący z Campenem przy budowie pałaców Mauritshuis i Huis ten Bosch, projektant budynków wagi miejskiej w Goudzie (1668) i Lejdzie (1657–1658), ratusza w Maastricht (1659–1664), brał też udział w budowie kościoła Nieuve Kerk w Haarlemie.
- Philip Vingboons – projektant kamieniczek w Amsterdamie

Wśród emigrantów francuskich wyróżnił się Daniel Marot – architekt na dworze Wilhelma Orańskiego. Wspólnie z Jacobem Romanem przebudował rezydencję w Het Loo (w pobliżu Apeldoorn) i upiększył ją okazałym, barokowym ogrodem.